# Copa de la AFC 2005
La Copa de la AFC del 2005 fue la segunda edición del segundo torneo de futbol más importante a nivel de clubes de Asia organizado por la AFC. Los equipos de Corea del Norte, Omán y Birmania fueron excluidos para el torneo, mientras que los equipos de Siria pasaron a participar en la Liga de Campeones de la AFC.
El Al-Faisaly de Jordania venció en la final al Al-Nejmeh Beirut de Líbano para ser el campeón por primera vez.

## Participantes por asociación
| Zona Oeste Asiático | Zona Oeste Asiático    | Zona Oeste Asiático  | Zona Oeste Asiático | Zona Oeste Asiático |
| Asociación          | Asociación             | AFC Champions League | AFC Cup             | AFC President's Cup |
| ------------------- | ---------------------- | -------------------- | ------------------- | ------------------- |
| 1                   | Arabia Saudíta         | 2+1                  |                     |                     |
| 2                   | Emiratos Árabes Unidos | 2                    |                     |                     |
| 3                   | Irán                   | 2                    |                     |                     |
| 4                   | Catar                  | 2                    |                     |                     |
| 5                   | Uzbekistán             | 2                    |                     |                     |
| 6                   | Irak                   | 2                    |                     |                     |
| 7                   | Kuwait                 | 2                    |                     |                     |
| 8                   | Siria                  | 2                    |                     |                     |
| 9                   | India                  |                      | 2                   |                     |
| 10                  | Jordania               |                      | 2                   |                     |
| 11                  | Líbano                 |                      | 2                   |                     |
| 12                  | Turkmenistán           |                      | 2                   |                     |
| 13                  | Bangladés              |                      | 2                   |                     |
| 14                  | Baréin                 |                      | 0                   |                     |
| 15                  | Omán                   |                      | 0                   |                     |
| 16                  | Yemen                  |                      | 0                   |                     |
| 17                  | Kirguistán             |                      |                     | 1                   |
| 18                  | Nepal                  |                      |                     | 1                   |
| 19                  | Pakistán               |                      |                     | 1                   |
| 20                  | Sri Lanka              |                      |                     | 1                   |
| 21                  | Tayikistán             |                      |                     | 1                   |
| 22                  | Afganistán             |                      |                     | 0                   |
| 23                  | Palestina              |                      |                     | 0                   |
| Total Participantes | Total Participantes    | 16+1                 | 12                  | 5                   |

- Arabia Saudíta tuvo un cupo extra en la Liga de Campeones de la AFC debido a que tenían al campeón vigente
- Baréin, Omán y Yemen tenían cupos para la Copa AFC pero no participaron
- Afganistán y Palestina eran elegibles para la Copa Presidente de la AFC pero desistieron su participación
- Bangladés geográficamente pertenece a la Zona Este

| Zona Este Asiático  | Zona Este Asiático  | Zona Este Asiático   | Zona Este Asiático | Zona Este Asiático  |
| Asociación          | Asociación          | AFC Champions League | AFC Cup            | AFC President's Cup |
| ------------------- | ------------------- | -------------------- | ------------------ | ------------------- |
| 1                   | República de Corea  | 2                    |                    |                     |
| 2                   | Japón               | 2                    |                    |                     |
| 3                   | China               | 2                    |                    |                     |
| 4                   | Indonesia           | 2                    |                    |                     |
| 5                   | Tailandia           | 2                    |                    |                     |
| 6                   | Vietnam             | 2                    |                    |                     |
| 7                   | Singapur            |                      | 2                  |                     |
| 8                   | Hong Kong           |                      | 2                  |                     |
| 9                   | Malasia             |                      | 2                  |                     |
| 10                  | Maldivas            |                      | 2                  |                     |
| 11                  | Bután               |                      |                    | 1                   |
| 12                  | Camboya             |                      |                    | 1                   |
| 13                  | Taiwán              |                      |                    | 1                   |
| 14                  | Birmania            |                      |                    | 0                   |
| 15                  | Brunéi Darussalam   |                      |                    | 0                   |
| 16                  | Filipinas           |                      |                    | 0                   |
| 17                  | Guam                |                      |                    | 0                   |
| 18                  | Laos                |                      |                    | 0                   |
| 19                  | Macao               |                      |                    | 0                   |
| 20                  | Mongolia            |                      |                    | 0                   |
| 21                  | RPD Corea           |                      |                    | 0                   |
| 22                  | Timor Oriental      |                      |                    | 0                   |
| Total Participantes | Total Participantes | 12                   | 8                  | 3                   |

- Birmania, Brunéi Darussalam, Filipinas, Guam, Laos, Macao, Mongolia RPD Corea y Timor Oriental eran elegibles para la Copa Presidente de la AFC pero desistieron su participación
- Maldivas geográficamente pertenece a la Zona Oeste

## Clasificados
Asia Central & Occidental
| Jordania (2)     | Al-Faisaly (Campeón de la Jordan League & la Jordan FA Cup 2003/04) Al-Hussein (Irbid) (Subcampeón de la Jordan League 2003/04)            |
| Líbano (2)       | Al-Nejmeh Beirut (Campeón de la Lebanese Premier League 2003/04) Al Ahed Beirut (Ganador de la Lebanese FA Cup 2004)                       |
| Turkmenistán (2) | Nebitçi Balkanabat (Campeón de la Turkmenistan League & la Turkmenistan Cup 2004) Nisa Aşgabat (Subcampeón de la Turkmenistan League 2004) |

Asia Oriental
| Bangladés (2) | Brothers Union Dhaka (Campeón de la Dhaka Premier Division League y el Bangladesh National Football Championship 2004/05) Muktijoddha Sangsad Dhaka (Subcampeón del Bangladesh National Football Championship 2004) |
| Hong Kong (2) | Sun Hei (Campeón de la Hong Kong First Division League 2003/04) Happy Valley (Ganador de la Hong Kong FA Cup 2004)                                                                                                  |
| India (2)     | East Bengal Club Calcutta (Campeón de la Indian National Football League 2003-04) Dempo SC Goa (Ganador de la Indian Federation Cup 2004)                                                                           |
| Malasia (2)   | Pahang FA (Campeón de la Super League Malaysia 2004) Perak FA (Ganador de la Malaysian FA Cup 2004) |
| Maldivas (2)  | Club Valencia (Campeón de la Dhivehi League & la Maldives FA Cup 2004) New Radiant (Subcampeón de la Dhivehi League 2004)                                                                                           |
| Singapur (2)  | Tampines Rovers FC (Campeón de la S.League & la Singapore Cup 2004) Home United FC (Subcampeón de la S.League 2004)                                                                                                 |

## Fase de grupos
Colores en los Grupos:
- Verde: Ganadores de Grupo y los mejores segundos lugares clasificados a los cuartos de final.

### Grupo A
| Pos. | Equipo                    | Pts. | PJ | G | E | P | GF | GC | Dif. | Clasificación    |
| ---- | ------------------------- | ---- | -- | - | - | - | -- | -- | ---- | ---------------- |
| 1    | Al-Faisaly                | 14   | 6  | 4 | 2 | 0 | 15 | 5  | +10  | Cuartos de final |
| 2    | Nebitçi Balkanabat        | 8    | 6  | 2 | 2 | 2 | 11 | 11 | 0    |                  |
| 3    | East Bengal Club Calcutta | 7    | 6  | 2 | 1 | 3 | 6  | 11 | −5   |                  |
| 4    | Muktijoddha Sangsad Dhaka | 4    | 6  | 1 | 1 | 4 | 3  | 8  | −5   |                  |

 Fuente: 
| Local               | Visita              | Ida | Vuelta |
| ------------------- | ------------------- | --- | ------ |
| Al-Faisaly          | Nebitçi Balkanabat  | 1-1 | 3-3    |
| East Bengal Club    | Muktijoddha Sangsad | 0-0 | 1-0    |
| Nebitçi Balkanabat  | East Bengal Club    | 3-2 | 2-3    |
| Muktijoddha Sangsad | Al-Faisaly          | 0-3 | 1-2    |
| Nebitçi Balkanabat  | Muktijoddha Sangsad | 0-1 | 2-1    |
| Al-Faisaly          | East Bengal Club    | 5-0 | 1-0    |

### Grupo B
| Pos. | Equipo           | Pts. | PJ | G | E | P | GF | GC | Dif. | Clasificación    |
| ---- | ---------------- | ---- | -- | - | - | - | -- | -- | ---- | ---------------- |
| 1    | Al-Hussein Irbid | 9    | 4  | 3 | 0 | 1 | 11 | 4  | +7   | Cuartos de final |
| 2    | Al Ahed Beirut   | 9    | 4  | 3 | 0 | 1 | 6  | 6  | 0    | Cuartos de final |
| 3    | Dempo SC Goa     | 0    | 4  | 0 | 0 | 4 | 0  | 7  | −7   |                  |

 Fuente: 
| Local          | Visita         | Ida | Vuelta |
| -------------- | -------------- | --- | ------ |
| Al Ahed Beirut | Dempo SC Goa   | 1-0 | 1-0    |
| Al-Hussein     | Al Ahed Beirut | 4-0 | 2-4    |
| Dempo SC Goa   | Al-Hussein     | 0-3 | 0-2    |

### Grupo C
| Pos. | Equipo               | Pts. | PJ | G | E | P | GF | GC | Dif. | Clasificación    |
| ---- | -------------------- | ---- | -- | - | - | - | -- | -- | ---- | ---------------- |
| 1    | Al-Nejmeh Beirut     | 12   | 4  | 4 | 0 | 0 | 8  | 1  | +7   | Cuartos de final |
| 2    | Nisa Aşgabat         | 2    | 4  | 0 | 2 | 2 | 1  | 3  | −2   |                  |
| 3    | Brothers Union Dhaka | 2    | 4  | 0 | 2 | 2 | 2  | 7  | −5   |                  |

 Fuente: 
| Local            | Visita           | Ida | Vuelta |
| ---------------- | ---------------- | --- | ------ |
| Brothers Union   | Nisa Aşgabat     | 1-1 | 0-0    |
| Al-Nejmeh Beirut | Brothers Union   | 4-1 | 2-0    |
| Nisa Aşgabat     | Al-Nejmeh Beirut | 1-0 | 1-0    |

### Grupo D
| Pos. | Equipo             | Pts. | PJ | G | E | P | GF | GC | Dif. | Clasificación    |
| ---- | ------------------ | ---- | -- | - | - | - | -- | -- | ---- | ---------------- |
| 1    | Sun Hei            | 12   | 6  | 3 | 3 | 0 | 12 | 5  | +7   | Cuartos de final |
| 2    | Tampines Rovers FC | 11   | 6  | 3 | 2 | 1 | 12 | 6  | +6   | Cuartos de final |
| 3    | Club Valencia      | 5    | 6  | 1 | 2 | 3 | 5  | 14 | −9   |                  |
| 4    | Perak FA           | 4    | 6  | 1 | 1 | 4 | 7  | 11 | −4   |                  |

 Fuente: 
| Local              | Visita             | Ida | Vuelta |
| ------------------ | ------------------ | --- | ------ |
| Sun Hei            | Club Valencia      | 6-1 | 1-1    |
| Perak FA           | Tampines Rovers FC | 2-1 | 2-4    |
| Club Valencia      | Perak FA           | 1-1 | 2-1    |
| Tampines Rovers FC | Sun Hei            | 1-1 | 1-1    |
| Tampines Rovers FC | Club Valencia      | 1-0 | 4-0    |
| Perak FA           | Sun Hei            | 0-1 | 1-2    |

### Grupo E
| Pos. | Equipo         | Pts. | PJ | G | E | P | GF | GC | Dif. | Clasificación    |
| ---- | -------------- | ---- | -- | - | - | - | -- | -- | ---- | ---------------- |
| 1    | Home United FC | 13   | 6  | 4 | 1 | 1 | 13 | 5  | +8   | Cuartos de final |
| 2    | New Radiant    | 10   | 6  | 3 | 1 | 2 | 6  | 4  | +2   | Cuartos de final |
| 3    | Pahang FA      | 9    | 6  | 2 | 3 | 1 | 10 | 8  | +2   |                  |
| 4    | Happy Valley   | 1    | 6  | 0 | 1 | 5 | 2  | 14 | −12  |                  |

 Fuente: 
| Local          | Visita         | Ida | Vuelta |
| -------------- | -------------- | --- | ------ |
| New Radiant    | Happy Valley   | 2-0 | 2-0    |
| Home United FC | Pahang FA      | 2-1 | 3-3    |
| Happy Valley   | Home United FC | 0-1 | 0-5    |
| Pahang FA      | New Radiant    | 1-0 | 1-1    |
| New Radiant    | Home United FC | 1-0 | 0-2    |
| Happy Valley   | Pahang FA      | 1-1 | 1-3    |

### Mejores segundos lugares
| Pos. | Equipo             | Pts. | PJ | G | E | P | GF | GC | Dif. | Clasificación    |
| ---- | ------------------ | ---- | -- | - | - | - | -- | -- | ---- | ---------------- |
| 1    | Tampines Rovers FC | 11   | 6  | 3 | 2 | 1 | 12 | 6  | +6   | Cuartos de final |
| 2    | New Radiant        | 10   | 6  | 3 | 1 | 2 | 6  | 4  | +2   | Cuartos de final |
| 3    | Al Ahed Beirut     | 9    | 4  | 3 | 0 | 1 | 6  | 6  | 0    | Cuartos de final |
| 4    | Nebitçi Balkanabat | 8    | 6  | 2 | 2 | 2 | 11 | 11 | 0    |                  |
| 5    | Nisa Aşgabat       | 2    | 4  | 0 | 2 | 2 | 1  | 3  | −2   |                  |

 Fuente: 

## Ronda final
|  | Cuartos de final      | Cuartos de final      | Cuartos de final      |   |             | Semifinales                      | Semifinales                      | Semifinales                      |  |  | Final              | Final              | Final              |
|  | 14 y 21 de septiembre | 14 y 21 de septiembre | 14 y 21 de septiembre |   |             | 28 de septiembre y 12 de octubre | 28 de septiembre y 12 de octubre | 28 de septiembre y 12 de octubre |  |  | 19 y 26 de octubre | 19 y 26 de octubre | 19 y 26 de octubre |
|  |                       |                       |                       |   |             |                                  |                                  |                                  |  |  |                    |                    |                    |
|  | New Radiant           | 1                     | 0                     |   |             |                                  |                                  |                                  |  |  |                    |                    |                    |
|  | Al-Hussein Irbid      | 0                     | 0                     |   |             |                                  |                                  |                                  |  |  |                    |                    |                    |
|  | Al-Hussein Irbid      | 0                     | 0                     |   | New Radiant | 1                                | 1                                |                                  |  |  |                    |                    |                    |
|  |                       |                       |                       |   | New Radiant | 1                                | 1                                |                                  |  |  |                    |                    |                    |
|  |                       | Al-Faisaly Amman      | 1                     | 4 |             |                                  |                                  |                                  |  |  |                    |                    |                    |
|  | Al-Faisaly Amman      | Al-Faisaly Amman      | 1                     | 4 | 1           | 1                                |                                  |                                  |  |  |                    |                    |                    |
|  | Al-Faisaly Amman      |                       |                       |   | 1           | 1                                |                                  |                                  |  |  |                    |                    |                    |
|  | Tampines Rovers       | 0                     | 0                     |   |             |                                  |                                  |                                  |  |  |                    |                    |                    |
|  |                       |                       |                       |   |             |                                  |                                  |                                  |  |  | Al-Faisaly Amman   | 1                  | 3                  |
|  |                       |                       | Al Nejmeh             | 0 | 2           |                                  |                                  |                                  |  |  |                    |                    |                    |
|  | Home United           | 0                     | 2                     |   |             |                                  |                                  |                                  |  |  |                    |                    |                    |
|  | Al Nejmeh             | 3                     | 3                     |   |             |                                  |                                  |                                  |  |  |                    |                    |                    |
|  | Al Nejmeh             | 3                     | 3                     |   | Al Nejmeh   | 3                                | 3                                |                                  |  |  |                    |                    |                    |
|  |                       |                       |                       |   | Al Nejmeh   | 3                                | 3                                |                                  |  |  |                    |                    |                    |
|  |                       | Sun Hei SC            | 0                     | 2 |             |                                  |                                  |                                  |  |  |                    |                    |                    |
|  | Al Ahed               | Sun Hei SC            | 0                     | 2 | 1           | 1                                |                                  |                                  |  |  |                    |                    |                    |
|  | Al Ahed               |                       |                       |   | 1           | 1                                |                                  |                                  |  |  |                    |                    |                    |
|  | Sun Hei SC            | 0                     | 3                     |   |             |                                  |                                  |                                  |  |  |                    |                    |                    |

### Cuartos de final
| Equipo 1    | Agr. | Equipo 2           | Ida | Vuelta |
| ----------- | ---- | ------------------ | --- | ------ |
| New Radiant | 1–0  | Al-Hussein (Irbid) | 1–0 | 0–0    |
| Al-Faisaly  | 2–0  | Tampines Rovers    | 1–0 | 1–0    |
| Home United | 2–6  | Al-Nejmeh          | 0–3 | 2–3    |
| Al-Ahed     | 2–3  | Sun Hei            | 1–0 | 1–3    |

| 14-9-2005 | New Radiant | 1–0 | Al-Hussein (Irbid) | Rasmee Dhandu Stadium, Malé |  |
|           | Thoriq 85'  |     |                    |                             |  |

| 21-9-2005 | Al-Hussein (Irbid) | 0–0 (Global 0-1) | New Radiant | Al Hassan Stadium, Irbid       |  |
|           |                    |                  |             | Asistencia: 1,000 espectadores |  |

| 14-9-2005 | Al-Faisaly      | 1–0 | Tampines Rovers FC | Amman International Stadium, Amán |  |
|           | Al-Maharmeh 64' |     |                    |                                   |  |

| 21-9-2005 | Tampines Rovers FC | 0–1 (Global 0-2) | Al-Faisaly  | Tampines Stadium, Tampines |  |
|           |                    |                  | Al-Tall 31' |                            |  |

| 14-9-2005 | Home United FC | 0–3 | Al-Nejmeh Beirut                    | Bishan Stadium, Bishan, Singapur |  |
|           |                |     | Mohamad 24' · Hojeij 53' · Atwi 73' |                                  |  |

| 21-9-2005 | Al-Nejmeh Beirut                            | 3–2 (Global 6-2) | Home United FC      | King Abdullah Stadium, Amán |  |
|           | Nasereddine 35' · Ghaddar 59' · Mohamad 72' |                  | Daud 18' · Haja 49' |                             |  |

| 14-9-2005 | Al Ahed Beirut | 1–0 | Sun Hei | Beirut Municipal Stadium, Beirut |  |
|           | Haidar 39'     |     |         |                                  |  |

| 21-9-2005 | Sun Hei                                                | 3–1 (Global 3-2) | Al-Ahed         | Hong Kong Stadium, Hong Kong |  |
|           | Akosah 42' · Lee Kin Wo 52' · Lau Chi Keung 90' (pen.) |                  | Abou Atiq 45+2' |                              |  |

### Semifinales
| Equipo 1         | Agr. | Equipo 2   | Ida | Vuelta |
| ---------------- | ---- | ---------- | --- | ------ |
| New Radiant      | 2–5  | Al-Faisaly | 1–1 | 1–4    |
| Al-Nejmeh Beirut | 6–2  | Sun Hei    | 3–0 | 3–2    |

| 28-9-2005 | New Radiant | 1–1 | Al-Faisaly    | Rasmee Dhandu Stadium, Malé |  |
|           | Adam 51'    |     | Al-Shboul 20' |                             |  |

| 12-10-2005 | Al-Faisaly                                 | 4–1 (Global 5-2) | New Radiant  | Amman International Stadium, Amán |  |
|            | Salim 8' 42' · Al-Tall 57' · Al-Shboul 89' |                  | Thoriq 90+1' |                                   |  |

| 28-9-2005 | Al-Nejmeh Beirut                  | 3–0 | Sun Hei | Al Manara Stadium, Beirut |  |
|           | Ghaddar 24' 58' · Nasseredine 69' |     |         |                           |  |

| 12-10-2005 | Sun Hei                       | 2–3 (Global 2-6) | Al-Nejmeh Beirut                           | Hong Kong Stadium, Hong Kong   |                                |
|            | Lai Kai Cheuk 9' · Akosah 25' |                  | Nasseredine 26' · Hamieh 45' · Ghaddar 87' | Asistencia: 2,649 espectadores | Asistencia: 2,649 espectadores |

### Final
| Equipo 1   | Agr. | Equipo 2         | Ida | Vuelta |
| ---------- | ---- | ---------------- | --- | ------ |
| Al-Faisaly | 4–2  | Al-Nejmeh Beirut | 1–0 | 3–2    |

| 19 de octubre de 2005 | Al-Faisaly | 1–0 | Al-Nejmeh Beirut | Amman International Stadium, Amán, Jordania |  |
|                       | Saad 35'   |     |                  |                                             |  |

| 26 de octubre de 2005 | Al-Nejmeh Beirut       | 2–3 (Global 4-2) | Al-Faisaly                    | Al Manara Stadium, Beirut, Líbano |  |
|                       | Hojeij 35' (pen.), 72' |                  | Saad 19', 59' · Al-Sheikh 88' |                                   |  |

|                                |
| Bandera de Jordania            |
| Campeón Al-Faisaly 1.er título |